# Levison Wood
Levison James Wood FRGS (n. 5 mai 1982, Stoke-on-Trent, Anglia, Regatul Unit) este un ofițer în Armata Britanică și explorator britanic. El este cunoscut pentru îndelungatele sale expediții pe jos în Africa, Asia și America Centrală. În perioada 2013-2014 a întreprins pe parcursul a nouă luni prima expediție pe jos pe toată lungimea cursului fluviului Nil, pornind în decembrie 2013 din pădurea Nyungwe din Rwanda. Expediția a fost prezentată de Channel 4 într-un serial documentar în patru părți. El a scris, de asemenea, cartea bestseller Walking the Nile, în care a detaliat întâmplările din cursul expediției.
În 2015 el a călătorit pe jos pe toată lungimea Munților Himalaya, din Afganistan, la vest, până în Bhutan, în est. Un an mai târziu a parcurs pe jos o călătorie de 1800 de mile din Peninsula Yucatan din Mexic, unde conchistadorii spanioli debarcaseră pe continentul american, prin America Centrală, traversând infama regiune Darien de la frontiera dintre Panama și Columbia. Cartea sa Walking the Americas a devenit un bestseller în Marea Britanie și SUA. Din 2017 până în primăvara anului 2018 a efectuat alte două călătorii. Expediția din Rusia în Iran a reconstituit călătoria sa din perioada studenției de la Marea Neagră până la Marea Caspică, traversând munții Caucazului, prin republicile nord-caucaziene Azerbaijan, Georgia, Armenia și Iran. În septembrie 2017 a început cea mai ambițioasă provocare a sa până în prezent - o circumnavigație totală a Peninsulei Arabe: călătorind din Siria, prin Irak, Golful Persic, traversând o parte din deșertul Rub' al Khali din Oman și trecând prin Yemen, Arabia Saudită, Iordania și Israel pentru a ajunge în Liban - o expediție cu lungimea de 5.000 de mile. Pe parcursul călătoriei a însoțit trupele irakiene care luptau împotriva ISIS, asistând la eliberarea orașului Sharqat și i-a întâlnit, de asemenea, pe luptătorii palestinieni din organizația Hezbollah. A vizitat orașul Palmyra, care se afla atunci sub control rusesc. A efectuat, de asemenea, alte numeroase călătorii pe uscat, inclusiv o traversare a Madagascarului și o trecere peste munții din Irak. El își prezintă călătoriile în cărți, documentare de televiziune și fotografii.

## Biografie
Fiu al profesorilor Janice (născută Curzon) și Levison Wood Sr, Wood s-a născut în 5 mai 1982 la Spitalul Universitar Royal Stoke și a crescut în localitatea învecinată Forsbrook. A învățat la Colegiul Catolic, înainte de a obține o licență în istorie la Universitatea din Nottingham.
El a fost repartizat la 13 aprilie 2006 ca ofițer în Regimentul britanic de parașutiști, unde a petrecut patru ani, slujind în Afganistan, la Helmand, Kandahar și Zabul. Wood a fost avansat la gradul de căpitan la 13 octombrie 2008.
A părăsit armata în aprilie 2010 și a început o carieră de scriitor și fotograf, devenind autor de bestselleruri. Are o vastă experiență în călătorii și explorare în peste 100 de țări și în anul 2011 a devenit membru al Societății Regale de Geografie. A fost ales membru al Clubului Exploratorilor din New York și membru onorific al CASS Business School și a obținut un doctorat onorific la Universitatea Staffordshire.
Wood activează ca ambasador al mai multor organizații caritabile, printre care Tusk Trust, The Glacier Trust și ABF The Soldiers' Charity. El s-a înrolat din nou în armată în 2012, slujind ca maior rezervist în Brigada 77.

## Expediții peste hotare
Expediția pe tot cursul fluviului Nil a fost inspirată de exploratorii John Hanning Speke, Richard Francis Burton, David Livingstone și Henry Morton Stanley. Wood a fost însoțit de numeroși ghizi, jurnaliști (inclusiv Matthew Power) și prieteni în diferitele etape ale traseului său. Expediția a fost prezentată într-un serial documentar în patru părți care a fost difuzat de Channel 4 în ianuarie 2015, iar Wood a detaliat excursia în cartea Walking the Nile. Power a murit în timpul călătoriei din cauza căldurii puternice. Wood a fost forțat să abandoneze parcurgerea unei porțiuni de 450 de mile din Sudanul de Sud din cauza luptelor grele ce aveau loc acolo.
În 2015 Wood a acceptat o altă provocare: să străbată toată lungimea Munților Himalaya din Afganistan până în Bhutan, filmând o serie de documentare și scriind o carte despre această experiență care a fost publicată în ianuarie 2016.
Canalul 4 a difuzat documentarul Walking the Americas începând din ianuarie 2017, prezentând expediția lui Wood din Mexic până în Columbia. Postul de televiziune a difuzat apoi călătoria lui de-a lungul Caucazului în serialul documentar în patru părți intitulat From Russia to Iran: Crossing Wild Frontiers.

## Cărți traduse în limba română
- Pe jos de-a lungul Nilului (Ed. Polirom, Iași, 2015)
- Pe jos în Himalaya (Ed. Polirom, Iași, 2017)

## Legături externe
- Site web oficial
- Levison Wood la Internet Movie Database